# Ferrari 250 GT Cabriolet Pinin Farina
Vous lisez un « article de qualité » labellisé en 2012.
Ne doit pas être confondu avec Ferrari 250 GT California Spyder.
Pour un article plus général, voir Ferrari 250.
La Ferrari 250 GT Cabriolet Pinin Farina, occasionnellement dénommée 250 GTC, est une sportive de prestige développée par le constructeur automobile italien Ferrari. Déclinaison « cabriolet » de la berlinette 250 GT, elle est dessinée par le Turinois Pinin Farina ; elle est de surcroît carrossée par ses soins, une exception pour Ferrari puisque c'est un autre carrossier, Scaglietti, qui s'en charge habituellement.
Produite de juillet 1957 à la fin de l'année 1962, la 250 GT Cabriolet est le premier cabriolet construit en série par Ferrari. Seul un petit volume d'une trentaine de modèles est dans un premier temps assemblé. Repérées par la désignation « première série » (en italien, prima serie), ces Ferrari cèdent leur place en juillet 1959 à une deuxième version au dessin corrigé (« deuxième série », en italien seconda serie) qui s'écoulera à environ 200 exemplaires alors qu'il s'agit, à l'époque, de la plus chère des Ferrari 250 GT.

## Contexte
Dans la seconde moitié des années 1950, Ferrari délaisse quelque peu les modèles radicalement sportifs, qui ont fait jusqu'à ce jour sa réputation, au profit d'automobiles de prestige davantage « standardisées ». Enzo Ferrari réalise en effet l'importance de ce type d'automobiles pour la santé financière de son entreprise. D'ailleurs, la production de la 250 GT Boano/Ellena était déjà une avancée majeure en ce sens. En produisant la 250 GT Cabriolet Pinin Farina, le premier cabriolet de son histoire à être construit en série, Ferrari réalise de nouveau un pas en ce sens. Si quelques modèles de cabriolet ont par le passé été assemblés, jamais aucun d'entre eux ne l'a été en nombre. La réalisation d'un cabriolet est en réalité une suite logique à l'élargissement de la gamme Ferrari qui se composait en 1956 du coupé Boano de Grand Tourisme et de la berlinette « Tour de France », à vocation plus sportive, dans le but d'améliorer la diffusion de ses automobiles,.

## Genèse et évolutions
Pour autant, il faut attendre plusieurs années avant que l'idée d'une Ferrari 250 GT Cabriolet se concrétise. Plusieurs modèles d'exposition sont entre-temps réalisés. Le premier l'est en 1953 par le carrossier turinois Pinin Farina qui utilise une Ferrari 250 Europa à moteur « Lampredi » comme base pour le châssis,. Dénommé « Ariowitch », du nom de son premier acquéreur, ce cabriolet est suivi en 1956 par un second cabriolet sur base Europa GT, dessiné en revanche par Mario Boano,. Présenté au public du Salon de l'automobile de Genève, il faut néanmoins encore attendre l'année suivante et un dernier prototype, assemblé par Pinin Farina sur le châssis d'une 250 GT, également présenté à Genève, pour que soit mis un terme à cette série de modèles d'exposition, et donne naissance à la 250 GT Cabriolet Pinin Farina première série.

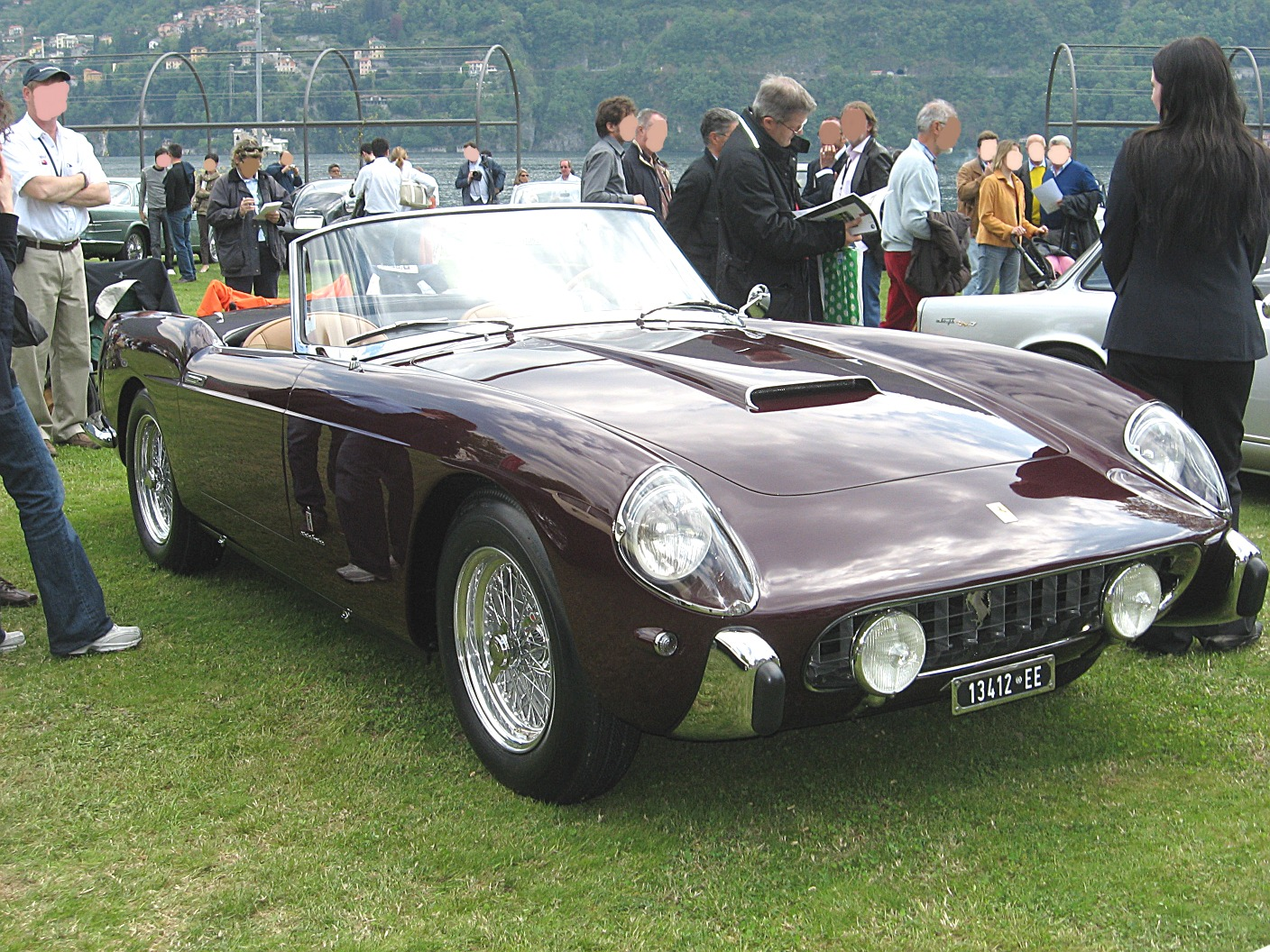
Une 250 GT Cabriolet première série, reconnaissable à ses butoirs verticaux.

Produite à partir de juillet 1957, la 250 GT Cabriolet PF est d'abord développée sur la base d'une 250 GT Boano/Ellena puis, tout comme la 250 GT California Spyder l'année suivante, sur celui de la 250 GT Berlinetta « TdF ». La première série étant une forme de « présérie », seuls une trentaine d'exemplaires sont produits jusqu'en juillet 1959. En octobre de cette même année, la 250 GT Cabriolet Pinin Farina deuxième série est dévoilée au public du Salon de l'automobile de Paris, Ferrari ayant depuis bien longtemps l'habitude d'y présenter ses nouveaux modèles. Cette deuxième série, plus aboutie, a quant à elle été produite à environ 200 exemplaires jusqu'en 1962.
Cette montée en cadence de la production fut permise par le déménagement de l'outil industriel de Pinin Farina dans une nouvelle usine plus grande et plus moderne, à Grugliasco (une province de Turin), ainsi qu'à l'installation d'une nouvelle ligne d'assemblage surélevée dans l'usine Ferrari.

## Aspect extérieur et habitacle

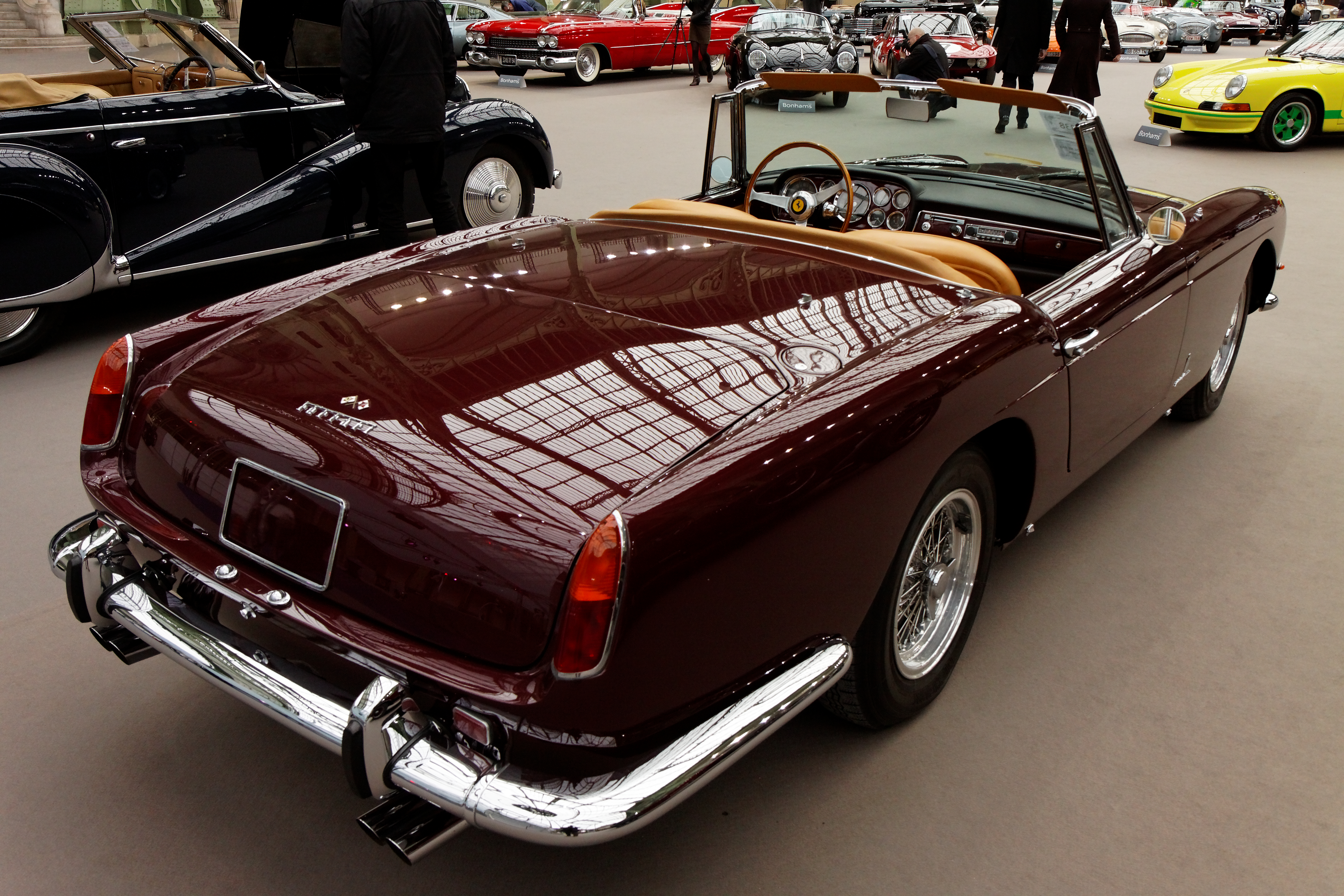
Poupe d'une 250 GT Cabriolet PF deuxième série.

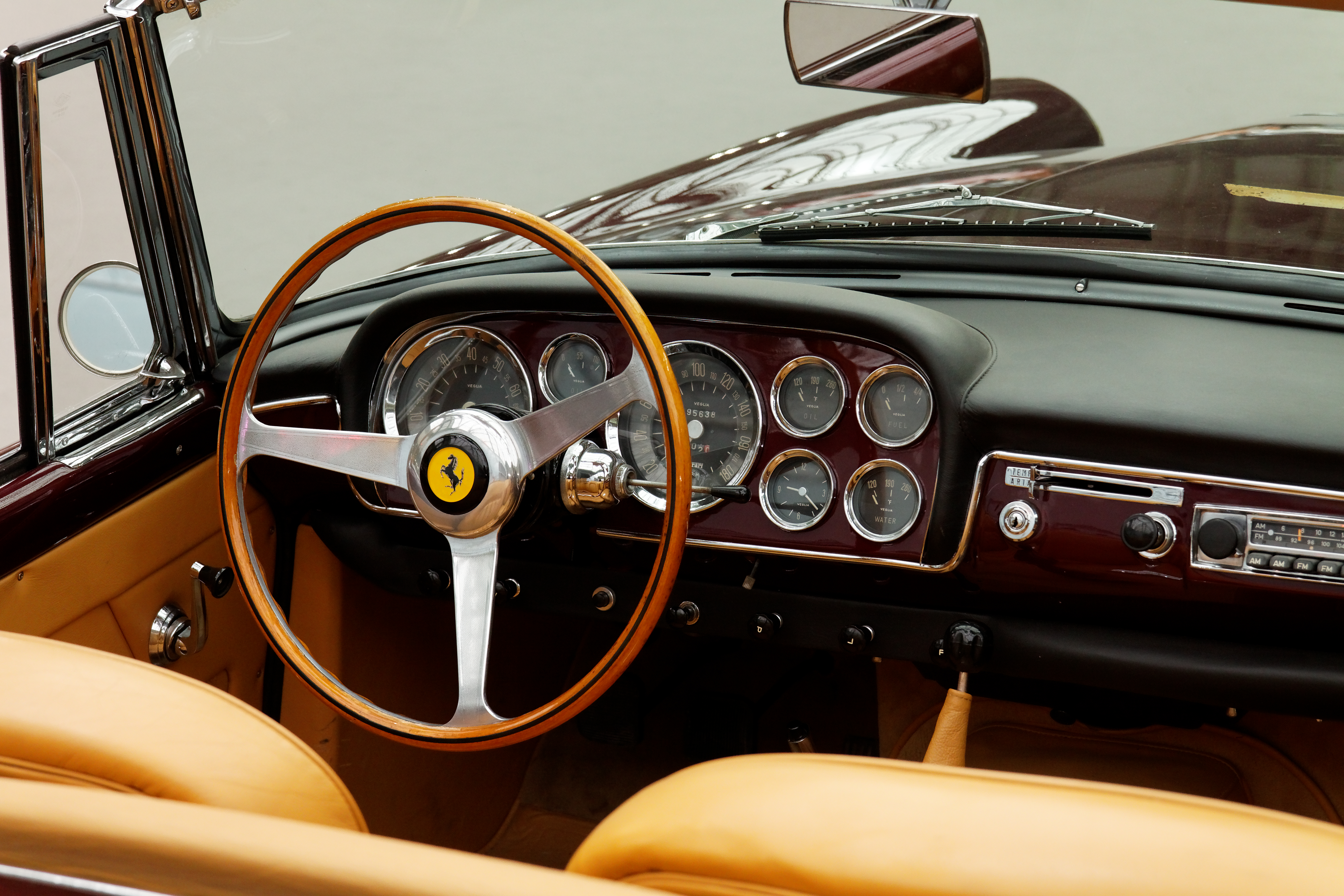
Habitacle d'une 250 GT Cabriolet PF deuxième série.

Comme à son habitude depuis 1952, Enzo Ferrari s'adresse au Turinois Pinin Farina pour réaliser le dessin de la future Ferrari 250 GT Cabriolet. Il est revanche plus étonnant qu'il lui confie également la réalisation de la carrosserie, une charge qui incombe habituellement à cette époque à la Carrozzeria Scaglietti : Ferrari souhaite en effet augmenter le rythme de production de ses automobiles et par conséquent celui de ses ventes.
Contrairement à la Ferrari 250 GT California Spyder, réalisée l'année suivante et destinée exclusivement au marché américain, à vocation plus sportive, l'accent est mis sur le confort, le raffinement et le luxe intérieur,. La première série est d'ailleurs esthétiquement « remarquable », tout comme l'équipement intérieur et l'insonorisation. Elle se reconnaît aisément à ses deux imposants butoirs verticaux placés de part et d'autre de la calandre ainsi qu'à ses deux phares à longue portée installés devant la grille de calandre. Ses derniers seront déplacés, en 1958, derrière la grille tandis que les feux de croisement, initialement carénés, seront ensuite remplacés sur la deuxième série par des feux conventionnels en raison d'un changement de législation à ce sujet en Italie,. À l'intérieur, derrière le volant Nardi en bois à trois branches en aluminium, le tableau de bord compte sept cadrans circulaires, dont le tachymètre et le compte-tours, et informent le conducteur du fonctionnement du moteur.
Jugeant les lignes de cette première série de la 250 GT Cabriolet un peu lourdes, Pinin Farina décide, en 1959, de corriger son dessin. Il s'inspire pour cela du dernier coupé Ferrari qu'il carrosse depuis un peu plus d'un an, la 250 GT Coupé Pinin Farina. Le pare-brise est désormais plus haut et moins incliné, et les vitres latérales sont plus grandes. Davantage de place est également donnée aux passagers arrière et le volume du coffre, déjà généreux pour les bagages de deux passagers, est augmenté. Pinin Farina peaufine, enfin, les lignes de la capote en toile qui, à partir de 1961, pouvait céder sa place à une capote rigide amovible (hardtop). Parmi les quelque 200 exemplaires de deuxième série produits, il n'est pas rare de constater des différences esthétiques ; ainsi, certaines automobiles disposent de larges ouïes de ventilations chromées derrière les passages de roues avant que d'autres n'ont pas.

## Moteur et transmission
La mécanique des automobiles de la « dynastie 250 GT » est quasiment standardisée. La 250 GT Cabriolet PF est en effet mue par le traditionnel moteur V12 « Colombo » ouvert à 60° d'une cylindrée de 2 953 cm3 (alésage/course de 73 mm × 58,8 mm). Trois carburateurs Weber double corps 36 DCL 3 (première série) puis 40 DCL (deuxième série) alimentent ce moteur tandis que la distribution est assurée par deux arbres à cames en tête, un pour chaque banc de cylindres. En 1960, quelques nouveautés sont néanmoins implantées : les bougies d'allumage notamment sont désormais placées sur les faces externes de la culasse pour en faciliter l'entretien et ainsi augmenter leur longévité et les cylindres sont également alimentés en air par douze conduits d'admission indépendants.
Avec un taux de compression variant entre 8,5:1 et 9,5:1, le moteur développe une puissance de 240 ch, atteinte à 7 000 tr/min, et un couple de 245 N m. Équipée d'une boîte de vitesses à quatre rapports dotée d'un overdrive, la 250 Cabriolet atteint la vitesse maximale de 240 km/h et réalise le 0 à 100 km/h en environ 7,1 s.

## Châssis, freins et suspensions
Comme pour le moteur, les technologies utilisées pour le châssis et la suspension sont désormais parfaitement connues de Ferrari. Le châssis est ainsi un châssis tubulaire en acier. La suspension avant est indépendante à doubles triangles superposés et ressorts hélicoïdaux ; à l'arrière, il s'agit d'un essieu rigide à lames semi-elliptiques et bras tirés parallèles. Des amortisseurs hydrauliques télescopiques sont également utilisés à l'avant comme à l'arrière.
Le système de freinage abandonne en revanche les classiques freins à tambour au profit de freins à disque. En effet, peu de temps après sa présentation au Salon de Genève 1956, le dernier modèle d'exposition de Pinin Farina est mis à disposition du pilote officiel Ferrari, Peter Collins, qui s'en servira en compétition en Angleterre et sur lequel il fait installer quatre freins à disque Dunlop. Cette initiative est reprise quelques années plus tard par Enzo Ferrari pour la 250 Testa Rossa puis bientôt, jugeant leur efficacité convaincante, pour l'ensemble de ses automobiles.

## Postérité

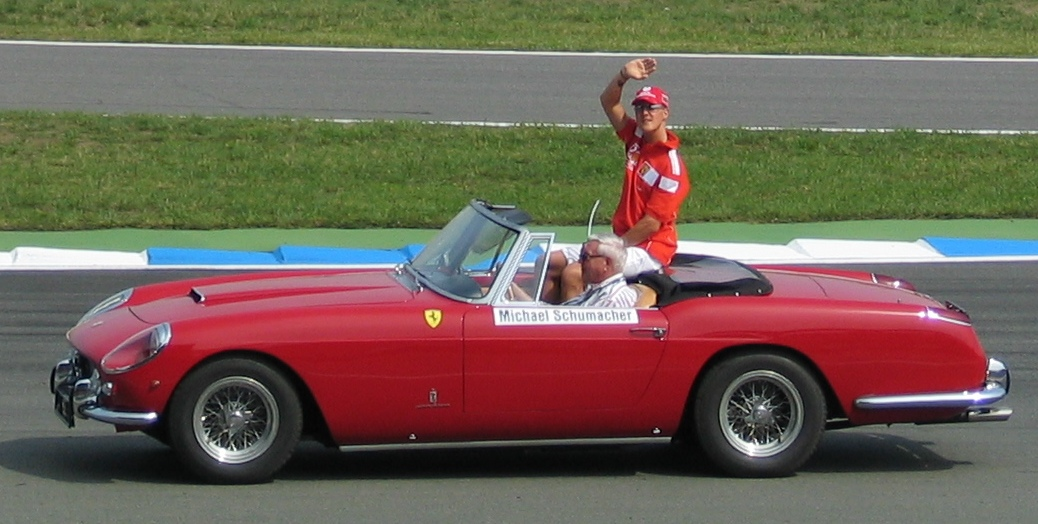
Michael Schumacher dans une Ferrari 250 GT Cabriolet Pinin Farina à l'occasion de la parade des pilotes, à Hockenheim, en 2004.

Alors que la 250 GT Cabriolet marque un vrai tournant dans l'histoire de Ferrari, en devenant le premier modèle du constructeur dont le processus de fabrication s'apparente le plus à celui d'une production en série, elle est finalement éclipsée dans les mémoires par une autre Ferrari, produite en parallèle et pourtant assez similaire esthétiquement, mais à la « personnalité » voulue bien différente, la 250 GT California Spyder.